# Jacques Grandami
Jacques Grandami (latinisiert Jacobus Grandamicus; * 19. November 1588 in Nantes; † 12. Februar 1672 in Paris) war ein französischer Theologe und Astronom. Er bekleidete bedeutende Posten im Jesuitenorden und befasste sich mit Astronomie sowie mit für die Theologie interessanten chronologischen Fragen. In Polemik gegenüber dem von Nikolaus Kopernikus vertretenen Heliozentrischen Weltbild versuchte er auf Basis neuer Theorien über den Magnetismus zu beweisen, dass die Erde aufgrund ihres Magnetfelds nicht rotiere.

## Leben
Jacques Grandami trat in seinem 19. Lebensjahr am 10. November 1607 in den Jesuitenorden ein und wurde, nachdem er seine Studien beendet und seine Gelübde abgelegt hatte, von seinen Ordensoberen zur Lehrtätigkeit bestimmt. Er unterrichtete zuerst die Rhetorik und dann sechs Jahre lang die Philosophie und Theologie in verschiedenen Schulen seines Ordens. Danach war er nacheinander Rektor der Jesuitenkollegs in Bourges, Rennes, Tours, La Flèche und Rouen. Die Stelle eines Generalvisitators sämtlicher französischer Jesuitenklöster nahm er nur sehr ungern und aus Gehorsam gegen den Ordensgeneral Francesco Piccolomini an und bewirkte bald, dass diese Aufgabe jemandem anderen übertragen wurde, damit er sich wieder ganz den gewohnten Studien hingeben konnte.
Die mathematischen Wissenschaften zogen Grandami besonders an und er befasste sich zeitlebens mit Vorliebe mit Astronomie und Chronologie. 1618 beobachtete er Kometen. In seinem ersten bekannten Werk über die von ihm angenommene Unbeweglichkeit der Erde (Nova demonstratio immobilitatis terrae petita ex virtute magnetica, …, La Flèche 1644; ebd. und Florenz 1645; Paris 1665) bemühte er sich das geozentrische Weltbild zu verteidigen, indem er zu zeigen versuchte, dass die Erde aufgrund ihres  Magnetfelds nicht rotiere. Diese Schrift erregte anfangs großes Aufsehen, geriet aber später in Vergessenheit, weil die Voraussetzungen, auf denen die Theorie des Verfassers von den magnetischen Eigenschaften der Erde beruhte, sich bald als falsch erwiesen. Dagegen blieben seine vorzüglich ausgearbeiteten astronomischen Tabellen (Tabula astronomicae, Paris 1665) lange in Gebrauch. Für die Geschichte der Sternkunde interessant sind seine Schrift über die Berechnung von Sonnenfinsternissen (Ratio supputandarum eclipsium solis, Paris 1668) sowie folgende von ihm verfasste Abhandlungen über einzelne Sonnenfinsternisse und Kometen:
- Deux éclipses en l’espace de quinze jours. La première de lune horizontale le 16 de juin. La seconde de soleil le 2 juillet. Supputées suivant les tables astronomiques de Kepler, du P. de Billy et du P. Piccioli, Paris 1666
- Dissertatio de eclipsi solis notata a Pachymere in historia de Michaele Paleologo et epilogismus accuratus defectionis solis, quae contigit anno Chr. 1255 die 30. Decembris, veröffentlicht bei den Anmerkungen zur Geschichte des Georgios Pachymeres (Buch 4, Sp. 3) in der vom jesuitischen Gelehrten Pierre Poussines besorgen Ausgabe, 1666
- Le cours de la comète qui a paru sur la fin de l’année 1664 et au commencement de l’année 1665. Avec un traité de sa nature, de son mouvement et de ses effets, Paris 1665
- Parallèle de deux comètes, qui ont paru les années 1664 et 1665, zwei Broschüren, Paris 1665

Gramdami beschäftigte sich auch mit chronologischen Fragen der Theologie. Seine Abhandlung De die supremo et natali Christi quaestio Evangelica, … (La Flèche 1661) fand lobende Aufnahme, so dass er sie zu einer vollständigen Chronologie (Chronologia Christiana. De Christo nato et rebus gestis ante et post eius nativitatem, 2. Auflage 3 Bände, Paris 1668) ausarbeitete. Er versucht in diesem Werk, das bis zum 16. Jahrhundert reicht, mit großer Gelehrsamkeit darzulegen, dass jede Entfernung von der in der christlichen Kirche seit vielen Jahrhunderten angenommenen Zeitrechnung ebenso unnötig als unstatthaft sei. Seine hierfür beigebrachten Beweise stützt er hauptsächlich auf die zuverlässigen Beobachtungen der Sonnenfinsternisse.
Als Prediger und theologischer Schriftsteller machte Grandami sich durch seine Vorträge über die Herrschaft Gottes in Christus (Tractatus evangelici de summa dei gloria in Christo Jesu domino nostro; ad materiam et formam concionum accommodati, Paris 1664) bekannt. Nachdem er sein Amt als Visitator, in dessen Ausübung er ganz Frankreich durchreisen musste, niedergelegt hatte, trug er noch mehrere Jahre in verschiedenen Professhäusern den in der dritten Prüfungszeit befindlichen Ordensgenossen die Theologie vor. Stets suchte er gewissenhaft seine Pflichten zu erfüllen und war streng zu sich selbst, aber möglichst mild gegen Andere; und als gelehrter und frommer Mann genoss er allgemeine Achtung. Er starb am 12. Februar 1672 während des Morgengebets im Alter von 83 Jahren in Paris.